# Panaeoleae
Tribu

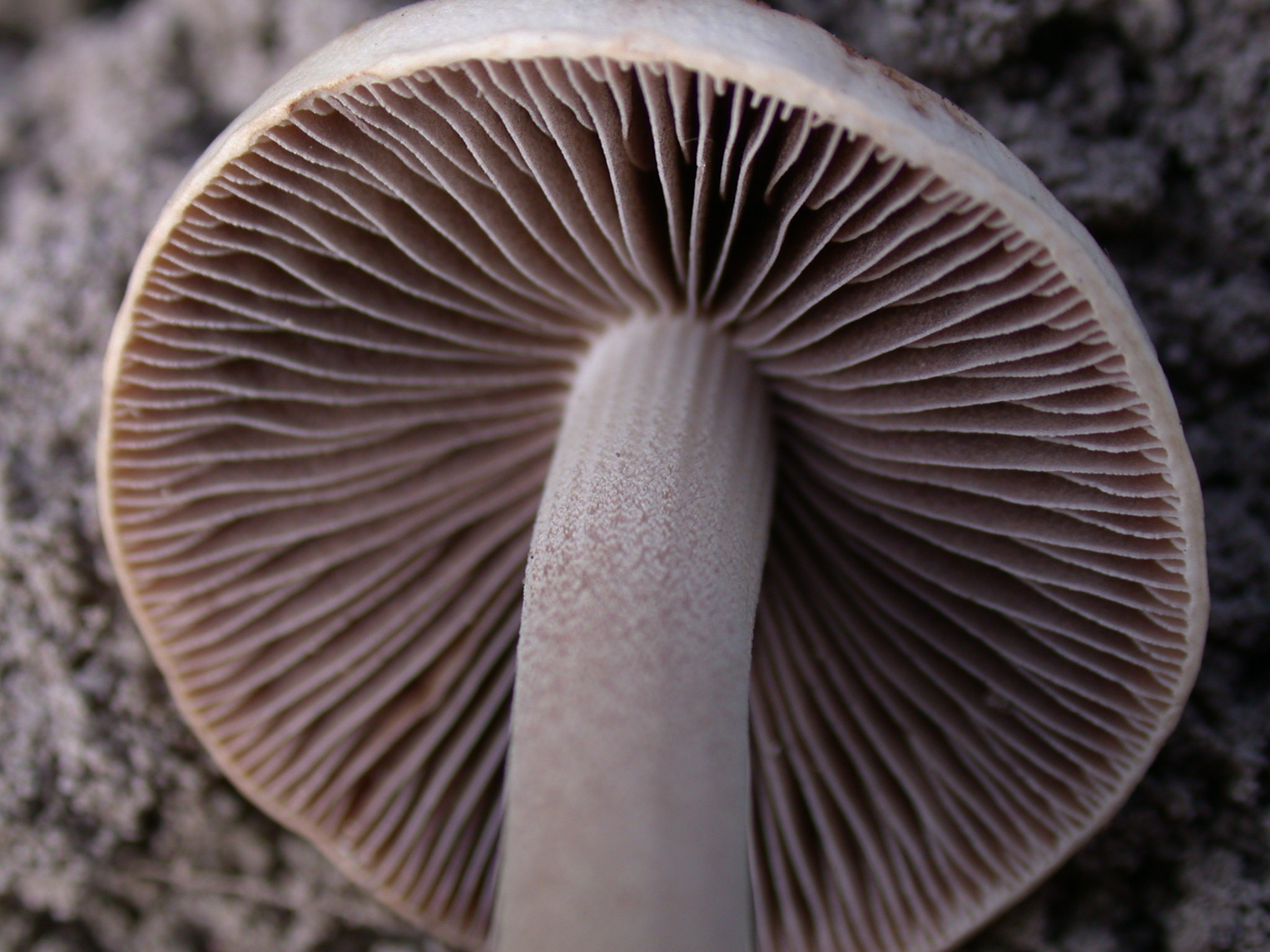
Panaeolus antillarum

Les Panaeoleae sont une tribu de champignons de la famille des Bolbitiaceae et de l'ordre des Agaricales. Elle ne comporterait qu'un seul genre : Panaeolus.